# Minao Shibata
Minao Shibata (jap. 柴田 南雄 Shibata Minao; ur. 29 września 1916 w Tokio, zm. 2 lutego 1996 tamże) – japoński kompozytor.

## Życiorys
Ukończył studia w zakresie botaniki (1939) i estetyki (1943) na Uniwersytecie Tokijskim. Jednocześnie w latach 1941–1943 pobierał prywatnie lekcje kompozycji u Saburō Moroi. Od 1939 do 1941 roku występował jako wiolonczelista w Tokijskiej Orkiestrze Smyczkowej. W 1946 roku wspólnie z kompozytorami Yoshirō Irino i Kunio Todą założył grupę Shinsei-kai (Stowarzyszenie Nowego Głosu). Należał do pionierów muzyki współczesnej w Japonii, w latach 1941–1951 publikował na łamach „Ongaku Geijutsu” (Sztuka Muzyki) cykl artykułów poświęconych twórczości Béli Bartóka, w latach 50. i 60. udzielał się aktywnie jako komentator w muzycznych audycjach radiowych i organizator koncertów. Od 1959 do 1969 roku wykładał na Tokijskim Uniwersytecie Sztuki. 
Był autorem licznych publikacji, w tym m.in. historii współczesnej muzyki zachodniej (1967), monografii poświęconej Gustavowi Mahlerowi (1984) i rozprawy teoretycznej o strukturze muzyki (1978). Opublikował autobiografię Moja muzyka, moje życie (1995). Był współredaktorem japońskiej edycji New Grove Dictionary (1993–1995).

## Twórczość
Po początkowych zainteresowaniach klasyczną muzyką europejską, na początku lat 50. XX wieku zwrócił się w kierunku dodekafonii i eksperymentów z muzyką konkretną. Posługiwał się awangardowymi technikami takimi jak aleatoryzm, notacja graficzna i formy otwarte. W późniejszym okresie, nie rezygnując z awangardowego języka muzycznego, zaczął wykorzystywać w swoich kompozycjach elementy tradycyjnej muzyki japońskiej.

## Wybrane kompozycje
(na podstawie materiałów źródłowych)

### Utwory orkiestrowe
- Sinfonia (1960)
- Consort (1973)
- Yūgaku (1977)
- Diafonia (1979)
- U235 and the Peace for Mankind (1983)
- Metafonia (1984)
- Antifonia (1989)

### Utwory kameralne
- 2 kwartety smyczkowe (I 1943, II 1947)
- Suita klasyczna G na skrzypce i fortepian (1947)
- Essay na 3 trąbki i 3 puzony (1965)
- Zō na marimbę (1969)
- Muzyka koncertująca na 8 fletów (1971)
- Trimurti na flet, skrzypce, keyboard i elektronikę (1974)
- Metafora na 27 tradycyjnych instrumentów japońskich (1975)
- Quadrille na marimbę, kotsuzumi i elektronikę (1975)
- An Evening in March na shakuhachi i 3 koto (1976)
- Candelabra na gitarę (1977)
- Improwizacja na zespół perkusyjny (1980)
- Engaku na zespół gagaku (1986)
- Etiuda na gamelan (1987)
- Fumitsuki no tōkyoku na tradycyjne instrumenty japońskie (1990)
- Essay na harmonikę szklaną (1992)

### Utwory fortepianowe
- Improwizacje I (1957)
- Improwizacje II (1968)
- 4 Inventions and 4 Doubles (1990)
- Generation na 2 fortepiany (1981)

### Utwory organowe
- Ritsu (1977)
- Diferencias (1983)

### Utwory na chór a cappella
- Kadensho (1971)
- Amitabha Dance (1976)
- Uchū ni tsuite (1979)
- Minamata (1992)
- Ishi ni kiku (1994)
- Mugen kōya (1995)

### Utwory wokalno-instrumentalne
- Magnificat na chór i organy (1951)
- Symbology na sopran i orkiestrę kameralną (1953)
- Black Portrait na sopran i orkiestrę kameralną (1954)
- 3 Poems on Katsue Kitazono na sopran i orkiestrę kameralną (1954–1958)
- Black Distance na sopran i orkiestrę kameralną (1958)
- The Street na chór i 4 perkusistów (1960)
- Poem Recited in the Night na sopran i orkiestrę kameralną (1963)
- Yume no tamakura na głos, koto i ryūteki (1981)
- A travers les villes en flammes na recytatora, tenora, fortepian, syntezator i perkusję (1986)
- Yoshino Shizuka na głos, koto i biwę (1988)
- Yosefu no yume na recytatora, baryton, kontratenora, flet prosty i kontrabas (1994)

### Opery
- opera radiowa Strada a Roma (1961)
- opera telewizyjna Yama no chikara (wyk. NHK TV 1982)
- Orufeo no shōri (wyst. Tokio 1984)
- Wasurerareta shōnen (wyst. Nagasaki 1990)

### Utwory na taśmę
- Muzyka konkretna (1955)
- Improwizacja (1968)
- Display ’70 (1970)